# 巴拿馬齧脂鯉
巴拿馬齧脂鯉，為輻鰭魚綱脂鯉目脂鯉亞目脂鯉科的其中一個種。分布於中南美洲從巴拿馬至哥倫比亞太平洋岸淡水流域，體長可達10.4公分，棲息在底中層水域，生活習性不明。